# انیو (اسطوره)

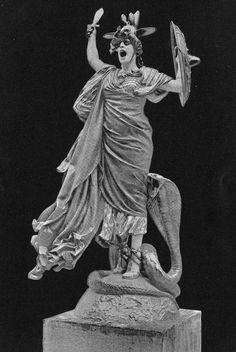
تصویر انیو توسط ژان-لئون ژروم در ۱۸۹۲

انیو (‎/ɪˈnaɪoʊ/‎؛ یونانی باستان: Ἐνυώ Enȳṓ) در اساطیر یونانی الهه جنگ است که اغلب با خدای جنگ آرس مرتبط است. رومی‌ها او را با بلونا یکی می‌دانستند.
در تبای و اورکومنوس، فستیوالی با عنوان هومولویا، به افتخار زئوس، دمتر، آتنا و انیو برگزار می‌شد. مجسمه‌ای از انیو که توسط پسران پرکسیتلیز ساخته شده بود، در معبد آرئوپاژ در آتن قرار داشت.